# Мечеть Балянд

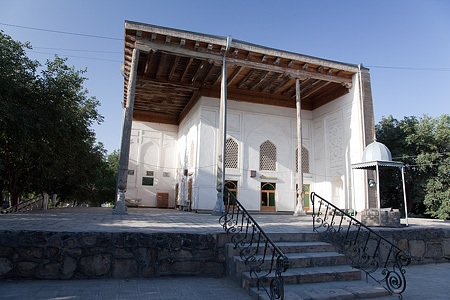
Мечеть Балянд

Мечеть Балянд (узб. Masjid baland, тадж. Масҷиди Баланд — букв. Высокая мечеть) — наиболее ранняя из сохранившихся квартальных мечетей в Центральной Азии, которая находится в южной части Бухары, в Узбекистане.
Мечеть была построена в начале XVI века в богатом бухарском квартале в центре города. Название мечети «Балянд» означает «высокая». В настоящий момент эта мечеть имеет возраст более 500 лет и относится к всемирному наследию Юнеско.
Мечеть состоит из двух частей — летней и зимней. Зимняя часть представляет собой кубовидное здание. Оно окружено и затенено угловым айваном с изысканно украшенным интерьером. Сам айван является летней мечетью. Колонны айвана, окружающие зимнюю часть мечети, выполнены в форме сталактитов, сделаны из дерева и укреплены на бетонном фундаменте. Потолок айвана и колонны сделаны и оформлены в XIX веке.
Внутри стены и михраб мечети расписаны живописью с позолотой. Роспись стен состоит из замысловатой вязи и орнамента, составленного из цветов и зелёных частей растений. Зал мечети обходит панель из шестигранных глазурованных плиток, расписанных золотом. Интересен также потолок мечети: он сделан из дощечек, украшенных орнаментом, а также небольшими деревянными куполами.
39°46′16″ с. ш. 64°24′17″ в. д.